# Saison 2017-2018 de l'Union sportive arlequins perpignanais
Cette page présente la saison 2017-2018 de l'Union sportive arlequins perpignanais en Pro D2.

## Staff sportif
- Manager général : Christian Lanta

- Entraîneur des arrières : Patrick Arlettaz
- Entraîneur des avants : Perry Freshwater

- Préparateurs physique : Laurent Arbo Ange-François Costella Marc Milhau

- Analystes vidéo : Didier Plana Jonathan Cordonnier

Kynésithérapeutes : Nadir El Fassi Clément Roca Nicolas Thome

## La saison

### L'inter-saison
Outre les nouveaux joueurs, pour cette nouvelle saison, le club a décidé de recruter un nouveau préparateur physique, Laurent Arbo, qui vient accompagné de deux adjoints, Marc Milhaud et Ange-François Costella, et de nommer un nouveau directeur général : Denis Navizet. Le club a également prolongé avec l'équipementier italien Errea, partenaire du club depuis 2010.
Le premier entrainement est prévu le 19 juin 2017 pour les joueurs. Deux matchs amicaux sont programmés au Stade Aimé Giral : le premier contre le Stade Français Paris le 4 août et le second contre la province irlandaise du Leinster le 11 août.
Alors que l'entrainement est sur le point de reprendre, une première mauvaise nouvelle tombe pour le club : Brice Mach, qui s'est engagé avec le club pour trois saisons, est contraint de mettre un terme à sa carrière à cause d'un problème aux cervicales qui pourrait entraîner un risque de tétraplégie. Aussitôt, le club se met à la recherche d'un remplaçant.

### La pré-saison
Alors que le club s'active pour trouver un remplaçant à Brice Mach, les premiers entraînements sont surtout axés sur le physique jusqu'au stage à Font-Romeu à la mi-juillet où le rugby est au menu.
À l'heure d'affronter le Stade Français, l'USAP peut compter sur une grande partie de son effectif. Toutefois, en plus des blessés de longue date Lucas Bachelier (ligaments genou), Yohann Vivalda (ligaments genou) et Alex Brown (problème au genou), d'autres joueurs sont préservés. Ainsi, Lifeimi Mafi (hernie cervicale), Gert Muller (cervicales) et Sione Piukala (épaule) ne sont pas retenus pour le premier match amical. Lors de ce premier match amical, l'USAP procède à une large revue d'effectif (avec 32 joueurs utilisés) et une victoire de prestige 24 à 12. Mais ce match met surtout en avant l'état déplorable de la pelouse du stade Aimé-Giral, classée 28e sur 29 pour l'ensemble des clubs professionnels. Cet état de la pelouse du stade est source de conflit entre le club, locataire du stade, et la municipalité, propriétaire pour savoir qui devra financer son remplacement. Avec une sonorisation médiocre, des écrans géants en pannes et un éclairage à peine suffisant, le stade n'est pas à la hauteur des ambitions du club. Toutefois, après les promesses de la fin de la saison précédente, le nombre d'abonnés est, pour la première fois depuis la descente du club en mai 2014, en hausse de 15%.
La semaine qui suit ce premier match amical est assez mouvementée. La pelouse du stade Aimé-Giral est dans un état déplorable, classée 28e sur 29 pour l'ensemble des clubs professionnels (la pelouse synthétique d'Oyonnax n'est pas classée). Cet état de la pelouse du stade est source de conflit entre le club, locataire du stade, et la municipalité, propriétaire pour savoir qui devra financer son remplacement. Avec une sonorisation médiocre, des écrans géants en pannes et un éclairage à peine suffisant, le stade n'est pas à la hauteur des ambitions du club. Ensuite, le remplacement de Brice Mach s'éternise : longtemps pressenti, Sunia Koto Vuli est finalement recalé au profit de Seilala Lam pour cause de complications administratives. Mais la signature de l'international samoan tarde et au moment d'affronter le Leinster, le joueur n'a toujours pas signé. Le club enregistre aussi l'indisponibilité pour deux mois de Shahn Eru à cause d'une blessure aux cervicales contractée lors d'un entrainement. Enfin, le 9 août, le club annonce la rupture du contrat le lien à Alipate Ratini. Alors que la saison débute dix jours plus tard par la réception de Bayonne, le club a perdu deux de ses recrues.
Toutefois, cela ne semble pas affecter l'équipe qui s'impose lors du second match amical face à une équipe du Leinster fortement remaniée sur le score de 42 à 32. Alors que le premier match du championnat se profile, l'USAP semble en place tant dans le jeu que physiquement.

### La saison

#### La phase aller

##### Le premier bloc
Alors que l'USAP attend l'Aviron bayonnais avec crainte et impatience, le club signe le remplaçant de Brice Mach en la personne de Seilala Lam. Ce match sera placé sous la double émotion des attentats meurtriers de Barcelone et de Cambrils survenus dans la semaine (une minute de silence sera respectée avant le match) et d'un hommage à Brice Mach, enfant du pays qui ne portera jamais le maillot de son club formateur, et qui donnera le coup d'envoi fictif du match. Sur le terrain, l'USAP inflige une véritable correction aux bayonnais : 66 à 6 (avec 10 essais marqués) dans un match à sens unique. Avec deux essais chacun, Jacques-Louis Potgieter (pour sa première en championnat) et Jonathan Bousquet (pour son retour) montrent que le club pourra compter sur eux. Toutefois, un déplacement délicat à Colomiers où l'attend son ancien capitaine et troisième ligne, Jean-Pierre Pérez, se profile.
Pour ce deuxième match de la saison, l'USAP enregistre le retour d'Enzo Selponi. Disputé sous une forte chaleur, le match est très engagé (4 cartons pour l'USAP, 1 pour Colomiers) et donne lieu à un très gros suspens. Alors que l'USAP mène de 13 points à la mi-temps (16 à 3), l'équipe de Colomiers marque deux essais dès l'entame de la seconde mi-temps. À la 66e minute du match, l'USAP mène de 8 points. Après avoir inscrit la totalité des points de son équipe (25), Jonathan Bousquet, blessé, doit céder sa place en même temps que Jacques-Louis Potgieter qui, blessé lui aussi, est contraint de sortir, remplacé par Enzo Selponi. Pour sa première intervention, le nouvel entrant expédie directement un ballon en touche et, sur la remise en jeu, Colomiers obtient une pénalité qui lui permet de revenir à 5 points. Le cauchemar n'est pas fini pour l'ouvreur remplaçant qui, par deux fois face aux poteaux (sur drop et sur pénalité), ne trouve pas la cible. Alors qu'elle avait la possibilité de faire le break, l'USAP ne mène que de 5 points et, aprèsque Sione Tau soit définitivement expulsé (deuxième carton jaune à la 80e), Colomiers bénéficie d'un essai de pénalisation accordé par l'arbitre à la 89e minute du match. Après avoir mené pendant une majeure partie de la rencontre, l'USAP est battue de 2 points. La frustration est grande,. Outre la défaite, l'USAP compte plusieurs blessés (dont Jonathan Bousquet absent au moins deux semaines et Alan Brazo qui sera absent pour trois mois), un suspendu à la suite de son carton rouge (Sione Tau) et son entraîneur, Patrick Arlettaz, est convoqué par la commission de discipline de la LNR. Le manager du club, Christian Lanta, regrettera l'indiscipline de ses joueurs.

## Effectif
| Nom                     | Poste                  | Naissance         | Nationalité sportive | Sélections (points marqués) | Dernier club          | Arrivée au club |
| ----------------------- | ---------------------- | ----------------- | -------------------- | --------------------------- | --------------------- | --------------- |
| Raphaël Carbou          | Talonneur              | 6 septembre 1992  | France               | -                           | RC Narbonne           | 2010            |
| Seilala Lam             | Talonneur              | 18 février 1989   | Samoa                |                             | USO Nevers            | 2017            |
| Yann de Fauverge        | Talonneur              | 1er avril 1996    | France               | -                           | Formé au club         | 2016            |
| Brice Mach              | Talonneur              | 2 avril 1986      | France               |                             | Castres olympique     | 2017            |
| Yassin Boutemane        | Pilier                 | 12 juillet 1990   | France               | -                           | Soyaux Angoulême XV   | 2017            |
| Alex Brown              | Pilier                 | 13 octobre 1989   | Angleterre           | -                           | Exeter Chiefs         | 2016            |
| Enzo Forletta           | Pilier                 | 15 juin 1994      | France               | -                           | Formé au club         | 2014            |
| Joe Jones               | Pilier                 | 24 mai 1995       | Pays de Galles       | -                           | Formé au club         | 2016            |
| Tevita Mailau           | Pilier                 | 25 avril 1985     | Tonga                |                             | Stade montois         | 2015            |
| Gert Muller             | Pilier                 | 5 février 1986    | Afrique du Sud       | -                           | Stade toulousain      | 2016            |
| Berend Botha            | Deuxième ligne         | 11 mars 1988      | Afrique du Sud       | -                           | Union Bordeaux Bègles | 2017            |
| Eru Shahn               | Deuxième ligne         | 20 septembre 1989 | Nouvelle-Zélande     |                             | Bay of Plenty         | 2017            |
| Tristan Labouteley      | Deuxième ligne         | 12 avril 1995     | France               | -                           | Union Bordeaux Bègles | 2017            |
| Romain Millo-Chluski    | Deuxième ligne         | 20 avril 1983     | France               | [                           | Stade toulousain      | 2016            |
| Yohann Vivalda          | Deuxième ligne         | 9 décembre 1988   | France               | -                           | Colomiers rugby       | 2015            |
| Christophe André        | Troisième ligne aile   | 5 octobre 1986    | France               | -                           | US Oyonnax            | 2015            |
| Lucas Bachelier         | Troisième ligne aile   | 26 mars 1995      | France               | -                           | Formé au club         | 2014            |
| Alan Brazo              | Troisième ligne aile   | 31 mai 1992       | France               | -                           | Formé au club         | 2014            |
| Alasdair Strokosch      | Troisième ligne aile   | 21 février 1983   | Écosse               |                             | Gloucester RFC        | 2012            |
| Sione Tau               | Troisième ligne aile   | 21 février 1989   | Tonga                | -                           | SU Agen               | 2017            |
| Genesis Mamea Lemalu    | Troisième ligne centre | 22 septembre 1988 | Samoa                |                             | CS Bourgoin-Jallieu   | 2016            |
| Karl Château            | Troisième ligne centre | 15 juin 1992      | France               | -                           | Stade toulousain      | 2013            |
| Sadek Deghmache         | Demi de mêlée          | 5 octobre 1995    | France               | -                           | Formé au club         | 2016            |
| Tom Ecochard            | Demi de mêlée          | 14 décembre 1992  | France               | -                           | RC Narbonne           | 2010            |
| Jacques-Louis Potgieter | Demi d'ouverture       | 2 septembre 1984  | Afrique du Sud       | -                           | Lyon OU               | 2017            |
| Enzo Selponi            | Demi d'ouverture       | 16 juin 1993      | France               | -                           | Montpellier HR        | 2015            |
| Romuald Séguy           | Demi d'ouverture       | 5 février 1996    | France               | -                           | Formé au club         | 2014            |
| Adrea Cocagi            | Trois-quart centre     | 1er mars 1994     | Fidji                | -                           | Tarbes Pyrénées rugby | 2016            |
| Lifeimi Mafi            | Trois-quart centre     | 15 août 1982      | Nouvelle-Zélande     | -                           | Munster               | 2012            |
| Sione Piukala           | Trois-quart centre     | 6 août 1985       | Tonga                |                             | Eastwood              | 2012            |
| Jens Torfs              | Trois-quart centre     | 26 mai 1992       | Belgique             |                             | Racing Métro 92       | 2013            |
| Alivereti Duguivalu     | Trois-quart centre     | 21 juillet 1997   | Fidji                | -                           | Formé au club         | 2017            |
| Jonathan Bousquet       | Trois-quart aile       | 5 mars 1988       | France               | -                           | US Oyonnax            | 2014            |
| Jean-Bernard Pujol      | Trois-quart aile       | 11 avril 1992     | France               | -                           | Stade toulousain      | 2014            |
| Alipate Ratini          | Trois-quart aile       | 17 février 1991   | Fidji                |                             | Stade français Paris  | 2017            |
| Mathieu Acebes          | Arrière                | 1er août 1987     | France               | -                           | Section paloise       | 2016            |
| Julien Farnoux          | Arrière                | 24 avril 1993     | France               | -                           | ASM Clermont Auvergne | 2014            |

## Calendrier et résultats

### Matchs amicaux
| - USA Perpignan - Stade français Paris : 24 - 12 - USA Perpignan - Leinster : 42 - 32 |

### Pro D2
| - USA Perpignan - Aviron bayonnais : 66 - 6 - Colomiers rugby - USA Perpignan : 27 - 25 - USA Perpignan - USO Nevers : 35 - 19 - US Carcassonne - USA Perpignan : 19 - 29 - USA Perpignan - US Montauban : 30 - 6 - AS Béziers - USA Perpignan : 21 - 8 - USA Perpignan - US Dax : 51 - 25 - Stade aurillacois - USA Perpignan : 38 - 18 - RC Narbonne - USA Perpignan : 13 - 24 - USA Perpignan - Stade montois : 20 - 44 - Soyaux Angoulême XV - USA Perpignan : 30-30 - USA Perpignan - FC Grenoble : 42 - 23 - RC Vannes - USA Perpignan : 22 - 23 - Biarritz olympique - USA Perpignan : 37 - 11 - USA Perpignan - RC Massy Essonne : 41 - 13 | - Aviron bayonnais - USA Perpignan : 12 - 30 - USA Perpignan - RC Narbonne : 26 - 3 - USA Perpignan - AS Béziers : 22 - 23 - US Dax - USA Perpignan : 16 - 26 - USA Perpignan - Stade aurillacois : 56 - 12 - FC Grenoble - USA Perpignan : 17 - 24 - USA Perpignan - Colomiers rugby : 40 - 13 - USA Perpignan - RC Vannes : 16 - 12 - US Montauban - USA Perpignan : 20 - 22 - USO Nevers - USA Perpignan : 34 - 9 - USA Perpignan - Biarritz olympique : 56 - 3 - RC Massy Essonne - USA Perpignan : 19 - 11 - USA Perpignan - Soyaux Angoulême XV : 37 - 14 - Stade montois - USA Perpignan : 23 - 18 - USA Perpignan - US Carcassonne : 73 - 7 |

### Classement de la saison régulière
| Rang | Club                 | J  | V  | N | D  | Bo | Bd | Pm  | Pe  | Diff | Pts |
| ---- | -------------------- | -- | -- | - | -- | -- | -- | --- | --- | ---- | --- |
| 1    | USA Perpignan        | 30 | 20 | 1 | 9  | 12 | 3  | 919 | 571 | +348 | 97  |
| 2    | US Montauban         | 30 | 20 | 2 | 8  | 4  | 4  | 679 | 546 | +133 | 92  |
| 3    | FC Grenoble (R)      | 30 | 20 | 1 | 9  | 4  | 2  | 775 | 667 | +108 | 88  |
| 4    | Stade montois        | 30 | 17 | 0 | 13 | 12 | 4  | 753 | 540 | +213 | 84  |
| 5    | AS Béziers           | 30 | 19 | 1 | 10 | 4  | 2  | 756 | 670 | +86  | 84  |
| 6    | Biarritz olympique   | 30 | 17 | 0 | 13 | 7  | 5  | 789 | 694 | +95  | 80  |
| 7    | USO Nevers (P)       | 30 | 15 | 0 | 15 | 6  | 3  | 656 | 580 | +76  | 69  |
| 8    | Aviron bayonnais (R) | 30 | 14 | 1 | 15 | 5  | 6  | 732 | 764 | -32  | 69  |
| 9    | Colomiers Rugby      | 30 | 14 | 1 | 15 | 6  | 5  | 637 | 678 | -41  | 69  |
| 10   | RC Vannes            | 30 | 12 | 0 | 18 | 6  | 8  | 721 | 739 | -18  | 62  |
| 11   | Stade aurillacois    | 30 | 13 | 1 | 16 | 2  | 5  | 641 | 716 | -75  | 61  |
| 12   | RC Massy (P)         | 30 | 13 | 0 | 17 | 2  | 5  | 633 | 682 | -49  | 59  |
| 13   | Soyaux Angoulême XV  | 30 | 13 | 1 | 16 | 2  | 3  | 592 | 661 | -69  | 59  |
| 14   | US Carcassonne       | 30 | 11 | 0 | 19 | 4  | 5  | 585 | 767 | -182 | 53  |
| 15   | US Dax               | 30 | 9  | 1 | 20 | 2  | 6  | 602 | 767 | -165 | 46  |
| 16   | RC Narbonne          | 30 | 7  | 2 | 21 | 2  | 1  | 547 | 975 | -428 | 35  |

|  | Qualification pour les demi-finales (no 1, no 2).         |
|  | Qualification pour les barrages (no 3, no 4, no 5, no 6). |
|  | Relégation en Fédérale 1 (no 15 et no 16).                |
|  | R : relégués 2017 • P : promus 2017                       |

### Phase finale
|  | Barrages                                                    | Barrages                                                    |                                               |                                               | Demi-finales                                         | Demi-finales                                         |  |  | Finale                                           | Finale                                           |
|  | Barrages                                                    | Barrages                                                    |                                               |                                               | Demi-finales                                         | Demi-finales                                         |  |  | Finale                                           | Finale                                           |
|  |                                                             |                                                             |                                               |                                               |                                                      |                                                      |  |  |                                                  |                                                  |
|  | 21 avril 2018 15 h 15 au stade Guy-Boniface, Mont-de-Marsan | 21 avril 2018 15 h 15 au stade Guy-Boniface, Mont-de-Marsan |                                               |                                               | 29 avril 2018 14 h 15 au stade Aimé-Giral, Perpignan | 29 avril 2018 14 h 15 au stade Aimé-Giral, Perpignan |  |  | 6 mai 2018 15 h au stade Ernest-Wallon, Toulouse | 6 mai 2018 15 h au stade Ernest-Wallon, Toulouse |
|  | 21 avril 2018 15 h 15 au stade Guy-Boniface, Mont-de-Marsan | 21 avril 2018 15 h 15 au stade Guy-Boniface, Mont-de-Marsan |                                               |                                               | 29 avril 2018 14 h 15 au stade Aimé-Giral, Perpignan | 29 avril 2018 14 h 15 au stade Aimé-Giral, Perpignan |  |  | 6 mai 2018 15 h au stade Ernest-Wallon, Toulouse | 6 mai 2018 15 h au stade Ernest-Wallon, Toulouse |
|  | 21 avril 2018 15 h 15 au stade Guy-Boniface, Mont-de-Marsan | 21 avril 2018 15 h 15 au stade Guy-Boniface, Mont-de-Marsan | [1] USA Perpignan                             | 28                                            |                                                      |                                                      |  |  | 6 mai 2018 15 h au stade Ernest-Wallon, Toulouse | 6 mai 2018 15 h au stade Ernest-Wallon, Toulouse |
|  | [4] Stade montois                                           | 31                                                          | [1] USA Perpignan                             | 28                                            |                                                      |                                                      |  |  | 6 mai 2018 15 h au stade Ernest-Wallon, Toulouse | 6 mai 2018 15 h au stade Ernest-Wallon, Toulouse |
|  | [4] Stade montois                                           | 31                                                          | [4] Stade montois                             | 8                                             |                                                      |                                                      |  |  | 6 mai 2018 15 h au stade Ernest-Wallon, Toulouse | 6 mai 2018 15 h au stade Ernest-Wallon, Toulouse |
|  | [5] AS Béziers Hérault                                      | 23                                                          | [4] Stade montois                             | 8                                             |                                                      |                                                      |  |  | 6 mai 2018 15 h au stade Ernest-Wallon, Toulouse | 6 mai 2018 15 h au stade Ernest-Wallon, Toulouse |
|  | [5] AS Béziers Hérault                                      | 23                                                          | 28 avril 2018 18 h au stade Sapiac, Montauban | 28 avril 2018 18 h au stade Sapiac, Montauban | [1] USA Perpignan                                    | 38                                                   |  |  |                                                  |                                                  |
|  | 21 avril 2018 19 h au stade des Alpes, Grenoble             |                                                             | 28 avril 2018 18 h au stade Sapiac, Montauban | 28 avril 2018 18 h au stade Sapiac, Montauban | [1] USA Perpignan                                    | 38                                                   |  |  |                                                  |                                                  |
|  |                                                             | [3] FC Grenoble                                             | 28 avril 2018 18 h au stade Sapiac, Montauban | 28 avril 2018 18 h au stade Sapiac, Montauban | 13                                                   |                                                      |  |  |                                                  |                                                  |
|  | [3] FC Grenoble                                             | [3] FC Grenoble                                             | 28 avril 2018 18 h au stade Sapiac, Montauban | 28 avril 2018 18 h au stade Sapiac, Montauban | 13                                                   | 33                                                   |  |  |                                                  |                                                  |
|  | [3] FC Grenoble                                             | [2] US Montauban                                            | 15                                            |                                               |                                                      | 33                                                   |  |  |                                                  |                                                  |
|  | [6] Biarritz olympique                                      | [2] US Montauban                                            | 15                                            | 26                                            |                                                      |                                                      |  |  |                                                  |                                                  |
|  | [6] Biarritz olympique                                      | [3] FC Grenoble                                             | 22                                            | 26                                            |                                                      |                                                      |  |  |                                                  |                                                  |
|  |                                                             | [3] FC Grenoble                                             | 22                                            |                                               |                                                      |                                                      |  |  |                                                  |                                                  |

### Demi-finales
| 29 avril 2018 14 h 15 | USA Perpignan | 28 - 8 (10 - 3) | Stade montois | stade Aimé-Giral, Perpignan Arbitre : Pierre Brousset |
| 29 avril 2018 14 h 15 | Essai(s) : 3 Brazo (30e), Chateau (50e), Acebes (56e) Transformation(s) : 2 Bousquet (30e, 50e) Pénalité(s) : 3 Bousquet (39e, 48e), 53e) Carton(s) jaune(s) : 2 Forletta (37e, Boutemane (72e) |                 | Essai(s) : 1 Ratu (60e) Transformation(s) : 3 Gerber (3e) Carton(s) jaune(s) : 1 Demaison (37e) Carton(s) rouge(s) : 1 Malafosse (48e) | stade Aimé-Giral, Perpignan Arbitre : Pierre Brousset |
| 29 avril 2018 14 h 15 | |                 | | stade Aimé-Giral, Perpignan Arbitre : Pierre Brousset |

### Finale
| 6 mai 2018 15 h | USA Perpignan | 38 - 13 (14 - 13) | FC Grenoble | stade Ernest-Wallon, Toulouse 18 693 spectateurs Arbitre : Cyril Lafon |
| 6 mai 2018 15 h | Essai(s) : 5 Bousquet (4e), Selponi (33e), Cocagi (52e), Carbou (67e), Mafi (72e) Transformation(s) : 5 Bousquet (5e), Bousquet (34e), Bousquet (53e), Bousquet (68e), Bousquet (73e) Pénalité(s) : 1 Bousquet (59e) |                   | Essai(s) : 1 Oz (16e) Transformation(s) : 1 Mélé (17e) Pénalité(s) : 2 Mélé (10e), Mélé (24e) Carton(s) jaune(s) : 1 Rinakama | stade Ernest-Wallon, Toulouse 18 693 spectateurs Arbitre : Cyril Lafon |
| 6 mai 2018 15 h | |                   | | stade Ernest-Wallon, Toulouse 18 693 spectateurs Arbitre : Cyril Lafon |

## Statistiques

### Championnat de France
Meilleurs réalisateurs
| Rang | Joueur             | Poste              | Points | Essais | Transf. | Pén. | Drops |
| ---- | ------------------ | ------------------ | ------ | ------ | ------- | ---- | ----- |
| 1    | Enzo Selponi       | Demi d'ouverture   | 94     | 7      | 16      | 9    | 0     |
| 2    | Romuald Séguy      | Demi d'ouverture   | 70     | 1      | 16      | 9    | 2     |
| 3    | Mathieu Acebes     | Arrière            | 45     | 9      | 0       | 0    | 0     |
| 3    | Adrea Cocagi       | Trois-quart centre | 45     | 9      | 0       | 0    | 0     |
| 3    | Jean-Bernard Pujol | Trois-quart aile   | 45     | 9      | 0       | 0    | 0     |

Meilleurs marqueurs
| Rang | Joueur             | Poste              | Essais |
| ---- | ------------------ | ------------------ | ------ |
| 1    | Mathieu Acebes     | Arrière            | 9      |
| 1    | Adrea Cocagi       | Trois-quart centre | 9      |
| 1    | Jean-Bernard Pujol | Trois-quart aile   | 9      |
| 4    | Enzo Selponi       | Demi d'ouverture   | 7      |
| 4    | Eru Shahn          | Deuxième ligne     | 7      |
| 4    | Julien Farnoux     | Arrière            | 7      |